# 参宿增卅一
参宿增卅一（麒麟座3），又名BD-10 1349，HD 40967、SAO 151037、HR 2128，是麒麟座的一颗恒星，视星等为4.95，位于銀經216.95，銀緯-15.77，其B1900.0坐标为赤經5h 57m 8.1s，赤緯-10° -15.77′ 57″。